# Campeonato Tuvaluano de Futebol
O Campeonato Tuvaluano de Futebol é o principal torneio do desporto no país. Foi criado em 2001, pela Associação Nacional de Futebol de Tuvalu, com o nome de Tuvalu A-Division.

## História
O campeonato é disputado de fevereiro a outubro, com todos os jogos sendo realizados no Tuvalu Sports Ground, o estádio desportivo do país.
Em 2005, foi criado também o torneio da segunda divisão, nomeado de Tuvalu B-Division.

## Campeões
| Ano  | Campeão                      | Ilha       |
| ---- | ---------------------------- | ---------- |
| 2001 | FC Niutao                    | Niutao     |
| 2002 | FC Niutao                    | Niutao     |
| 2003 | FC Niutao                    | Niutao     |
| 2004 | Lakena United                | Nanumea    |
| 2005 | Nauti FC                     | Funafuti   |
| 2006 | Lakena United                | Nanumea    |
| 2007 | Nauti FC                     | Funafuti   |
| 2008 | Nauti FC                     | Funafuti   |
| 2009 | Nauti FC                     | Funafuti   |
| 2010 | Nauti FC                     | Funafuti   |
| 2011 | Nauti FC                     | Funafuti   |
| 2012 | Nauti FC                     | Funafuti   |
| 2013 | Nauti FC                     | Funafuti   |
| 2014 | Nauti FC                     | Funafuti   |
| 2015 | Nauti FC                     | Funafuti   |
| 2016 | Nauti FC                     | Funafuti   |
| 2017 | FC Manu Laeva                | Nukulaelae |
| 2018 | Seleção Tuvaluana de Futebol |            |
| 2019 | Nauti FC                     | Funafuti   |
| 2020 | Nauti FC                     | Funafuti   |

### Títulos por equipe
| Clube                        | Títulos |
| ---------------------------- | ------- |
| Nauti FC                     | 16      |
| FC Niutao                    | 3       |
| Lakena United                | 2       |
| Manu Laeva                   | 1       |
| Seleção Tuvaluana de Futebol | 1       |